# Oltrona di San Mamette
Oltrona di San Mamette är en ort och kommun i provinsen Como i regionen Lombardiet i Italien. Kommunen hade 2 379 invånare (2018).